# Маяк (Томаковский район)
Маяк (укр. Маяк) — посёлок,
Зорянский сельский совет,
Томаковский район,
Днепропетровская область,
Украина.
Код КОАТУУ — 1225482903. Население по переписи 2001 года составляло 31 человек .

## Географическое положение
Посёлок Маяк находится на правом берегу реки Томаковка,
выше по течению на расстоянии в 3 км расположено село Весёлая Фёдоровка,
ниже по течению на расстоянии в 1,5 км расположено село Максимовка (Марганецкий городской совет),
на противоположном берегу — посёлок Заря.